# Philippe Poutou
Philippe Poutou (Villemomble, 14 marzo 1967) è un politico, sindacalista ed ex operaio francese, candidato per tre volte alla Presidenza della Repubblica dal Nuovo Partito Anticapitalista.

## Biografia
Impiegato come operaio in una fabbrica della Ford vicino a Bordeaux, per anni è stato delegato sindacale per la Confédération générale du travail (CGT). 
In politica è attivo fin dalla gioventù in Lutte Ouvrière, partito che poi lascia nel 1997 con una scissione che dà vita al gruppo Voix des travailleurs, il quale poi nel 2000 confluisce nella Ligue communiste révolutionnaire.
Nel 2009 la LCR si scioglie dentro al Nuovo Partito Anticapitalista, che poi candida Poutou in occasione delle elezioni presidenziali in Francia del 2012 ottenendo l'1,15% dei consensi e posizionandosi al terz'ultimo posto tra i vari candidati. È stato nuovamente candidato per l'NPA alle presidenziali del 2017, ottenendo l'1,09% dei consensi.
Nel giugno 2020 viene eletto consigliere comunale a Bordeaux, dopo aver ottenuto l'11,8% dei voti al primo turno sostenuto dalla lista Bordeaux en luttes (formata dal NPA, da La France Insoumise e dall'ala sinistra dei Gilet gialli). Nell'ottobre 2021 ha preso parte al controvertice Africa-Francia organizzato in Francia dal 6 al 10 ottobre. 
Il suo partito lo riconferma quale proprio candidato alle presidenziali del 2022, ottenendo lo 0,76% dei voti, arrivando penultimo fra i vari candidati.
A seguito del congresso del 2022 del Nuovo Partito Anticapitalista, l'NPA si divide in due gruppi contrapposti e Philippe Poutou entra a far parte della fazione maggioritaria denominata NPA-B (poi NPA - L'Anticapitaliste).
Alle elezioni europee del 2024 in Francia l'NPA-B decide di non presentare suoi candidati. Poutou decide quindi di candidarsi alle elezioni europee in Belgio con la Sinistra Anticapitalista, senza risultare eletto.
Alle elezioni legislative del 2024, si candida con l'appoggio del Nuovo Fronte Popolare nella Première circonscription de l'Aude, ottenendo al primo turno il 18,7% dei voti e accedendo così al secondo turno contro Christophe Barthès del Rassemblement National.